# 毛果鱼藤
毛果鱼藤（学名：Derris eriocarpa）为豆科鱼藤属下的一个种。

## 扩展阅读
維基物種上的相關：毛果鱼藤